# Oración, enunciado y proposición
Oración, enunciado y proposición son tres términos considerados cuasisinónimos en textos de descripción informal de las lenguas. Sin embargo, formalmente es conveniente distinguirlos para representar varios aspectos sintácticos, pragmáticos y lógicos de un acto de habla:
- La proposición es el contenido lógico-semántico de una oración; diferentes oraciones con el mismo significado y las mismas implicaciones lógicas representan por tanto la misma proposición. Así, una proposición representa toda una clase de equivalencia de oraciones equivalentes desde un punto de vista lógico y semántico.
- La oración es la secuencia sintáctica que sirve para realizar un determinado enunciado o parte del mismo. Una oración enunciativa o declarativa es una entidad gramatical que comunica una situación o estado de hechos. Podemos afirmar que una oración declarativa sirve para reflejar el contenido de una determinada proposición.
- El enunciado es una entidad pragmática mínima sujeta a factores contextuales. Puesto que un mismo acto de habla puede enunciarse o realizarse mediante oraciones ligeramente diferentes, no existe una conexión necesaria entre un enunciado y una oración que sirva para realizar dicho enunciado.

Un ejemplo de que es necesario distinguir, por ejemplo, enunciado de oración es el siguiente ejemplo:
(1) ¡Cierra la ventana!
(2) ¿Por qué no cierras la ventana?
(3) Quiero que cierres la ventana
La oración (1) tiene fuerza ilocutiva imperativa, pero como orden es prácticamente equivalente a la forma suavizada o no-impositiva de pedir lo mismo para la que se usa la oración (2), o la petición enfática (3).

## Introducción
El contenido semántico de la oración involucra una proposición o varias proposiciones. Así, pues, tenemos los siguientes casos:
- a. Oraciones que realizan una proposición y al mismo tiempo un enunciado:

(4) Juan llega tarde.
(5) Duermes demasiado.
(6) Me gusta que vengan.
En (4) y (5) tenemos oraciones simples cuyo contenido semántico involucra una sola proposición. En cambio, en (6) tenemos una oración compuesta.
- b. Fragmentos que no son oraciones pero aun así realizan un enunciado:

(7) ¡Cuánta miseria!
(8) ¡Un café!
(9) ¡Qué tarde!
En estos tres casos estamos ante fragmentos (aunque podrían considerarse oraciones si fuéramos capaces de recuperar el verbo del contexto). Es decir, dentro de un contexto determinado (ejemplo: ¡Camarero, póngame un café! en una situación cotidiana).
- c. Tienen contenido proposicional pero sin ser oraciones:

(10) ... que me diga esto.
(11) ... de quien te lo dejo.
(12) ... sólo si insistes.
En este caso, tenemos una articulación de sujeto y predicado pero sin sentido completo. Consecuentemente, no podemos considerarlos como proposiciones.